# Bienvenue Place Beauvau
Bienvenue Place Beauvau est un essai des journalistes d'investigation français Olivia Recasens, Didier Hassoux et Christophe Labbé, paru le 23 mars 2017. 
Selon l'hebdomadaire Valeurs actuelles qui en publie une analyse avant sa sortie, le livre est le résultat d'une enquête sur une possible utilisation de la machine policière à des fins politiques pendant le quinquennat Hollande. Reprise par le candidat à l'élection présidentielle François Fillon lors d'une émission politique en direct, cette lecture de l'action d'un « cabinet noir » est contestée par l’Élysée et les auteurs. Ce débat donne lieu à une intense médiatisation qui fait du livre un succès de librairie.

## Genèse de l'ouvrage

### Écriture
Les trois auteurs sont des journalistes d'investigation spécialistes dans les questions de défense, de police et de renseignement. Christophe Labbé, journaliste d’investigation au magazine Le Point pendant de longues années, a rejoint la rédaction du Canard enchaîné en 2016. Didier Hassoux, journaliste du Canard enchaîné depuis 2006, est notamment chargé de suivre le Parti socialiste. Olivia Recasens, entrée au Point en l'an 2000, devenue directrice adjointe de la rédaction, en a été « évincée brutalement » en février 2017. Le journal en ligne Mediapart souligne que les trois journalistes, qu'il décrit comme « spécialistes de la police habituellement très bien renseignés », sont les auteurs de la « remarquable enquête » L'Espion du président. Au cœur de la police politique de Sarkozy, parue en 2012, et, pour les seuls Christophe Labbé et Oliva Recasens auteurs avec Jean-Michel Decugis, auteurs en 2006, de Place Beauvau, la face cachée de la police.
D'après l'éditeur du livre, les auteurs indiquent avoir mené leurs investigations durant plusieurs années et avoir interviewé des centaines de témoins au sein du ministère de l'Intérieur, de la communauté française du renseignement et des forces de sécurité. Occupant l'essentiel du premier quart du livre, les manipulations politico-judiciaires supposées du pouvoir ne constituent toutefois pas la totalité de l'ouvrage qui traite aussi de l'échec de la réforme de la police, de la lutte contre le trafic de drogue ou des relations police-population. 
Olivia Recasens affirme le 25 mars que la sortie du livre inquiétait le pouvoir. Elle évoque ainsi un appel de la « patronne de l'Inspection générale de la Police nationale [qui] disposait, bien avant la sortie du livre, d'une vingtaine de pages ». Elle a aussi appris que « le cabinet du Premier ministre avait demandé à certains services de renseignements, certains services de police de trouver le livre qui n'était pas encore paru. »

### Publication
Très rapidement en rupture de stock après un premier tirage de 30 000 exemplaires, le livre se place en tête des meilleures ventes d’essais et documents et à la 2e place du Top 20 GFK/Livres Hebdo,,. Après deux réimpressions, le tirage est porté à 100 000 exemplaires.

## Thèmes

### Hypothèse d'un cabinet noir
Utilisée sous l'Ancien Régime, l'expression « cabinet noir » a sous la Cinquième république successivement servi à qualifier la «cellule écoutes» de Christian Prouteau sous François Mitterrand, les carnets du patron des Renseignements généraux Yves Bertrand sous Jacques Chirac ou les «grandes oreilles» du chef de la DCRI Bernard Squarcini sous Nicolas Sarkozy.
Le livre « met en lumière les dérives de la présidence de la République » François Hollande. Celui-ci aurait « cherché à s'informer et à déstabiliser, par (presque) tous les moyens, ses opposants » en utilisant le « ministère de l'Intérieur et ses outils de surveillance et de collecte d'information » et « aussi la presse, en n'hésitant pas à faire fuiter opportunément des informations compromettantes sur ses opposants » dans l'espoir de préparer sa réélection à la présidence de la République en 2017. À partir de 2012, les écoutes téléphoniques sur les candidats potentiels à la présidentielle ont atteint un niveau record et « la diffusion de leurs transcriptions sur des "blancs" » transmis à l'Élysée se seraient généralisées. Ces candidats font l'objet de « campagnes de presse, de divulgations de procédures judiciaires, de révélations et de menaces sur la vie privée ».
Les auteurs dénoncent un « système clandestin aux ramifications complexes », :
- « l’addition d’indices troubles et de témoignages étonnants interroge. Plusieurs observateurs bien placés dans l’appareil policier nous ont ainsi décrit par le menu l’existence d’une structure clandestine, aux ramifications complexes, et dont le rayon d’action ne se serait pas cantonné au seul renseignement territorial[11] » ;
- « Afin d’allumer la mèche d’une affaire politico-financière, il suffit que TRACFIN pêche au bon endroit, remonte dans ses filets une infraction, et la transmette officiellement à la justice. Ou officieusement à un service enquêteur qui se chargera de mener “une enquête d’initiative” avant qu’un magistrat ne la reprenne à son compte[12] » ;
- « Il n’y a plus d’« affaires signalées », ces dossiers que le pouvoir exécutif surveille de près et sur lesquels il intervient autant que de besoin, par le biais d’“instructions individuelles” adressées aux magistrats. En fait, les choses se font plus subtilement, par exemple, sur l’opportunité d’ouvrir une information judiciaire, des consignes sont données… mais oralement[13] » ;
- « Chaque fois, ce sont les mêmes juges d’instruction qui sont désignés pour les affaires qui intéressent le château. Ils sont moins de cinq, dont on retrouve le nom dans tous les dossiers qui concernent Sarkozy. Des habitués de la méthode des poupées russes[13] » ;
- « “Sarkozy, je le surveille, je sais tout ce qu’il fait”, fanfaronne le président devant dix-neuf députés socialistes qu’il reçoit, le 17 février 2014, à l’Élysée. […] “Hollande a toujours voulu garder un œil sur ses ennemis et même sur ses alliés de circonstance qui pourraient devenir ses adversaires”, prévient en écho un éléphant socialiste qui a pratiqué à ses dépens l’ancien premier secrétaire du PS[14] » ;
- « Ce dossier judiciaire est au cœur de la guerre secrète menée tour à tour par Hollande et Valls pour empoisonner la campagne du patron des LR[15] ».

Concernant un possible « cabinet noir », les trois auteurs n'emploient l'expression qu'au style indirect, placée dans la bouche de « sarkozystes » anonymes : « En 2017, cinq ans après sa défaite électorale, ce ne sont pas moins de treize affaires judiciaires qui empoisonnent Nicolas Sarkozy ou son entourage. Au point que les sarkozystes, prompts à s’afficher en victimes, y voient la main d’un cabinet noir. » Les auteurs indiquent dans la presse qu'« il n'est pas possible d'en apporter la preuve formelle comme il n'est pas possible de prouver le contraire »,. Cette thèse du cabinet est déjà évoquée notamment dans le livre Élysée Off de Stéphanie Marteau et Aziz Zemouri, publié en avril 2016, qui indique que les informations transitent par le secrétaire général de l'Élysée Jean-Pierre Jouyet.
Les auteurs considèrent que non seulement Nicolas Sarkozy, mais aussi Manuel Valls auraient été victimes d'écoutes. Cependant, ils affirment, sans donner d'explication, que François Fillon n'aurait pas été victime du possible cabinet noir.

### Surveillance possible du Premier ministre Manuel Valls
Le Premier ministre, Manuel Valls, aurait, lui aussi, été « surveillé » par le président de la République. Son homme de confiance est photographié, en septembre 2014, par la police des Courses et Jeux alors qu'il est en « grande conversation avec le patron de l'un des cercles de jeux parisiens visé par une opération mains propres ». Le livre évoque aussi les rumeurs d'une liaison entre le Premier ministre et sa ministre de l'Éducation, Najat Vallaud-Belkacem, ainsi que la publication du livre Nos très chers émirs, en octobre 2016 qui déstabilise un de ses propres amis, le Secrétaire d'État chargé du Développement et de la Francophonie Jean-Marie Le Guen.

### Information de journalistes par l'équipe de Claude Bartolone
Les trois journalistes relatent comment ils ont été informés par un collaborateur direct du président de l'Assemblée nationale Claude Bartolone, en septembre 2016 et pratiquement en temps réel, de l'interpellation du fils majeur de la présidente du conseil régional d'Île-de-France Valérie Pécresse pour consommation de cannabis. 

## Accueil du livre

### Médias français
Valeurs actuelles souligne que « l’affaire est grave » car « elle met en lumière les dérives de la présidence de la République, qui a cherché à s’informer et à déstabiliser, par (presque) tous les moyens, ses opposants ». Le Figaro évoque un « livre qui dénonce un système au service du président » et dans lequel « L'Élysée est décrit comme le cœur névralgique où aboutissent et sont triées toutes les remontées d'informations »,. Les Inrocks, s'appuyant sur les bonnes feuilles du livre publiées par Valeurs actuelles, met en lumière que le livre détaille un « vaste système de surveillance de ses adversaires mis en place par François Hollande depuis son arrivée à l’Élysée », en vue de les « détruire »[Information douteuse].
Le Point met en avant le fait que le livre montre tout d'abord « un constat désolé et désolant de cinq ans de gestion de la "machine policière française" par la gauche incarnée par le président Hollande. ». L'Express indique que le « livre met au jour un bras de fer insoupçonné entre le président et son ancien Premier ministre autour de la police et du renseignement », en décrivant les « coups tordus, rivalités au sommet, opérations aux contours parfois flous ». 
Dans une critique sévère de l'ouvrage, Le Monde estime que les auteurs « mettent systématiquement en lien des événements, souvent déjà connus, pour construire une machine à soupçons, qui n’est jamais très loin des théories conspirationnistes et qui fait douter qu’il puisse exister un seul policier républicain »,. 
L'Obs évoque « la défaite du journalisme », de par les « erreurs grossières » des auteurs, en précisant que « Tout cela ne serait pas si grave si ce livre n’avait donné un grain à moudre inespéré aux zélateurs de l’extrême droite, qui depuis s’en donnent à cœur joie sur les réseaux sociaux. A jouer un jeu dangereux, par opportunisme, inconscience ou appât du gain, les auteurs du livre se sont pris les pieds dans le tapis. Au détriment de notre profession »,.

### Monde politique
Les coordinateurs de la campagne de François Fillon, Christian Jacob et Bruno Retailleau ont réagi en indiquant que « la gravité des faits rapportés, l’instrumentalisation des services de l’Etat décrite par les auteurs, imposent que la lumière soit faite sur des pratiques qui, si elles sont réelles, sont illégales ».
La candidate à la présidentielle Marine Le Pen dénonce les « viols du secret de l'instruction » et « l'opportunisme du calendrier judiciaire » qui viserait, selon elle, à ne pas évoquer « le débat de fond ». Le député Gilbert Collard souhaite savoir si le ministre de la Justice, Jean-Jacques Urvoas, a d’ores et déjà diligenté une mission d’inspection afin que le directeur des affaires criminelles et des grâces au sein du ministère de la Justice, qui selon le livre interviendrait dans certains dossiers en les accélérant ou au contraire les ralentirait, « cesse de jeter le discrédit sur l’ensemble de l’institution judiciaire »,

## Conséquences

### Conséquences politiques
Alors qu'il est inquiété depuis plusieurs semaines par des révélations de la presse sur les emplois de ses proches et certains de ses liens professionnels (« affaire Fillon ») et qu'il est alors donné « éliminé au premier tour du 23 avril selon tous les sondages », l'ancien Premier ministre et candidat à l'élection présidentielle François Fillon est invité le 23 mars 2017 de L'Émission politique présentée par David Pujadas sur France 2. Il affirme en direct que ce livre « explique que François Hollande fait remonter toutes les écoutes judiciaires qui l'intéressent à son bureau, ce qui est d'une illégalité totale », en précisant que si « on cherchait un cabinet noir, on l'a trouvé ». Il poursuit en demandant, « solennellement », « qu'il y ait une enquête d'ouverte sur les allégations qui sont portées dans ce livre, parce que c'est un scandale d'Etat ».
Le chef de l’État, François Hollande, réagit avant-même la fin de l'émission pour « condamner avec la plus grande fermeté les allégations mensongères » de François Fillon, affirmant que « Et sur les affaires particulièrement graves concernant M. Fillon, parce qu'elles touchent à l'intégrité et à l'exemplarité, le Président de la République n'en a été informé que par la presse ».
Selon l'éditorialiste Christophe Barbier, « La pirouette de François Fillon a l'air de fonctionner (...) Il faudra que la justice tranche. Mais sur la forme, il a réussi à passer du statut de coupable présumé au statut de victime ». La méthode de défense de François Fillon a pu être analysée par le journaliste Laurent Neumann comme une mise en application du Théorème de Pasqua, relative à une citation attribuée à l'ancien ministre de l’intérieur Charles Pasqua : « Quand on est emmerdé par une affaire, il faut susciter une affaire dans l’affaire, et si nécessaire une autre affaire dans l’affaire de l’affaire, jusqu’à ce que personne n’y comprenne plus rien. »
Le 22 mars le député LR Luc Chatel suggère lui aussi une série de manipulations des Socialistes : « Après des semaines de manœuvres, les socialistes signent enfin leur forfait. La chronologie est trop parfaite pour être le fruit du hasard ».

### Démentis des auteurs
Didier Hassoux affirme à France Info que « la seule personne qui croit qu’il y a un cabinet noir à l’Élysée, c’est François Fillon. Il y croit tellement que le 24 juin 2014, […] il est allé voir Jean-Pierre Jouyet, qui est le numéro 2 de l’Élysée, pour lui demander d’activer ce cabinet noir. Ce cabinet noir n’existe pas ». Affirmant qu'« il n'est pas possible d'en apporter la preuve formelle comme il n'est pas possible de prouver le contraire »,, il évoque des affirmations d'un candidat « aux abois » qui « essaye de faire un coup ».
Olivia Recasens déclare elle dans L'Express : « On explique bien qu'il n'y a, à notre connaissance, aucune cellule dédiée à l'orientation des dossiers judiciaires. On met en lumière, en revanche, cette manie malsaine qu'ont nos dirigeants de les exploiter médiatiquement. »

### Conséquences judiciaires
La présidente du conseil régional d'Île-de-France Valérie Pécresse estime, sur la base des révélations du livre, avoir été « victime d'une tentative de déstabilisation politique », orchestrée avec la complicité d'un directeur de la préfecture de police, proche de l'ancien Premier ministre, Manuel Valls, et d'un conseiller du président de l'Assemblée nationale, Claude Bartolone,. Valérie Pécresse dépose plainte contre X le 30 mars 2017 auprès du parquet de Paris pour « violation du secret professionnel », « violation de l’enquête » et « recel de ces deux infractions ». Le parquet de Paris a ouvert une information judiciaire le 3 avril.
Le 26 mars 2017, après avoir analysé Bienvenue Place Beauvau, les ténors de Les Républicains (Philippe Bas, Bruno Retailleau, Christian Jacob, Valérie Pécresse, Nathalie Kosciusko-Morizet et Luc Chatel) décident d'envoyer à Éliane Houlette, qui dirige le parquet national financier, et à François Molins, procureur de la République de Paris, une dénonciation d'une douzaine de faits qu'ils estiment délictueux au titre de l'article 40 du code de procédure pénale obligeant toute autorité constituée à donner avis d'infraction connue,. Le parquet national financier ne donnera pas suite aux demandes formulées par François Fillon d'enquêter sur l'existence ou non d'un cabinet noir.